# 新約書信
中文翻譯源自和合本聖經（基督新教普遍譯名），括弧中翻譯源自思高本聖經（天主教譯名）
新約書信（英語：New Testament Epistles），指《聖經·新約》中13卷的保羅書信（保祿書信）及8卷的普通書信（公函）。基督教的教義並非藉論文哲理寫成，乃是憑書信的方式寫出。教會剛成立時為解決教會裏發生的一些問題，使徒（宗徒）們寫下許多書信，這些書信成為今天系統神學的主要根據。它們依次分別是：

## 保羅書信（保祿書信）
- 寫給教會的：
  - 羅馬書 - 指出福音為神完備的救恩，是世界上所有人都需要的。
  - 哥林多前書（格林多前書） - 將福音應用在教會問題上，以基督 愛的福音來矯正及教導教會中出現的各類混亂。
  - 哥林多後書（格林多後書） - 重建使徒的權柄與闡明傳道人的職份。
  - 加拉太書（迦拉達書） - 提出律法不能稱義，只有因信稱義，才能得自由。
  - 以弗所書（厄弗所書） - 說明教會是基督的身體，指出教會在神計劃中的地位與意義。
  - 腓立比書（斐理伯書） - 鼓勵教會在任何境遇中都以基督的福音為喜樂。
  - 歌羅西書（哥羅森書） - 指出基督的福音是真理的道，是神的真知識，並非人間的遺傳、世上的小學。
  - 帖撒羅尼迦前書（得撒洛尼前書） - 指出主的再來（教會被提）是信徒最大的盼望。
  - 帖撒羅尼迦後書（得撒洛尼後書） - 矯正一些關於主再來（主的日子）的誤解，並藉此安慰與糾正信徒之生活。
- 寫給個人的：
  - 提摩太前書（弟茂德前書） - 囑咐提摩太（弟茂德）為福音的緣故謹守主的道，忠心事奉主，善管主的教會。
  - 提摩太後書（弟茂德後書） - 勸勉提摩太為福音的緣故矢志傳道：竭力、盡忠，如作者保羅一樣成為真正的僕人。
  - 提多書（弟鐸書） - 交託提多（弟鐸）要在福音事工上堅守，努力勸化，等候有福的盼望到臨。
  - 腓利門書（費肋孟書） - 請求腓利門（費肋孟）在主裏赦免和再次接納 阿尼西母（敖乃息摩）。

## 普通書信（公函）
- 作者不詳的：
  - 希伯來書 - 詳細闡釋耶穌的大祭司職份、從舊約（Old Covenant）到新約（New Covenant）的必要與過程、以及信的重要。作者不詳，有些古代學者認為是保羅，但近代學者多不採納此說，因其寫作風格與已確認的保羅書信大不相同。
- 其他使徒所寫的：
  - 雅各書（雅各伯書）
  - 彼得前書（伯多祿前書）
  - 彼得後書（伯多祿後書）
  - 約翰一書（若望一書）
  - 約翰二書（若望二書）
  - 約翰三書（若望三書）
  - 猶大書（猶達書）